# Itter (Itterbeck)
Die Itter ist ein Bach, der bei Itterbeck in der Samtgemeinde Uelsen in Niedersachsen entspringt. Die Itter fließt durch Itterbeck und im weiteren Verlauf in Richtung Bruinehaar (Provinz Overijssel) in den Niederlanden. Dort heißt er dann Itterbeek.
Der Name der Ortschaft Itterbeck leitet sich vom Bachnamen ab. Die Quelle der Itter liegt gut einen Kilometer östlich von Itterbeck in einem Waldgebiet des Naturschutzgebietes Itterbecker Heide.